# Jaya Indravarman III
Pour les articles homonymes, voir Indravarman.
Jaya Indravarman III est le seul roi de la Xe Dynastie du royaume de Champā il règne vers 1139 à 1145

## Contexte
À la suite de la disparition sans doute sans héritier d'Harivarman V; Jaya Indravarman III né vers 1106 d'abord titré Devaraja en 1129 puis depuis 1133 Yuvaraja c'est-à-dire héritier présomptif, accède au trône vers 1139
Le nouveau roi fait des donations au temple de Po Nagar en 1141 et en 1143. Il veut également reprendre les hostilités contre les annamites et pour ce fait il fait alliance avec le belliqueux souverain de l'empire Khmer Suryavarman II. Leurs deux armées commencent une offensive conjointe mais ne parviennent pas à s'assurer la victoire. Le roi Cham se retire alors de l’alliance se reconnait vassal du Vietnam et verse tribut. Son inconséquence politique le livre à la vengeance de Suryavarman II qui contraint  de retirer ses troupes du Dai Viet, prépare une attaque contre le Champa. En 1145 les troupes de Jaya Indravaramn III sont vaincues dans la plaine de Çaklang. Le roi disparaît tué ou captif, la capitale Vijaya et le pays sont occupés Un membre de l'ancienne famille royale Rudravarman IV se retire dans le sud dans la région de Panduranga ou il se proclame toi. À sa mort en 1147 il a  comme successeur son fils Jaya Harivarman Ier